# Slayers Gorgeous
Slayers Gorgeous (jap. スレイヤーズごうじゃす Sureiyāzu Gōjasu) ist die vierte Anime-Kinoproduktion zur Roman- und Fernsehserienreihe „Slayers“. Der Film hatte am 1. August 1998 in den japanischen Kinos Weltpremiere. Wie bei den vorangegangenen Filmen Slayers Perfect, Slayers Return und Slayers Great war für die Animation das Studio J.C.Staff verantwortlich, den Vertrieb übernahm ebenfalls wieder Toei Animation. Wie schon bei den Vorgängern wurde der Endingsong Raging Waves wieder von Megumi Hayashibara gesungen. Für den Soundtrack war ebenfalls wieder Takayuki Hattori verantwortlich.

## Handlung
Lina Inverse und Naga sind beim Essen, als ein Drache die Stadt angreift. Der Drache kann schließlich vertrieben werden und Lina sucht Lord Calvert auf. Dort erfährt sie, dass seine Tochter Marlene es ist, die die Drachen schickt, da er ihr Taschengeld nicht erhöhen will. Während Lina sich nun Lord Calvert anschließt, schließt sich Naga lieber Prinzessin Marlene an. Es kommt zum Kampf, in dem Lina sowohl Naga als auch Marlene besiegen kann.
Nachdem Marlene besiegt ist, taucht eine dritte Partei in Form des ehemaligen Ministers Gaizunor auf, welcher ein als Mensch verwandelter Drache war. In dem nun folgenden Kampf können Lina und Naga den Drachen mit gemeinsamen Kräften besiegen und so den Frieden wiederherstellen.

## Veröffentlichungen
In Deutschland wurde der Film am 25. April 2005 von OVA Films auf DVD veröffentlicht. Auf Englisch wurde der Film am 17. Februar 2004 von ADV Films veröffentlicht. In Neuseeland und Australien übernahm die Madman Entertainment Pty. Ltd. den Vertrieb.

## Synchronisation
Die Synchronisation wurde wie beim Vorgängern in den Studios von Circle of Arts aufgenommen.
| Rolle                    | Japanischer Sprecher (Seiyū) | Deutscher Sprecher  |
| ------------------------ | ---------------------------- | ------------------- |
| Lina Inverse             | Megumi Hayashibara           | Shandra Schadt      |
| Naga, die weiße Schlange | Maria Kawamura               | Veronika Neugebauer |
| Lord Calvert             | Akira Kamiya                 | Manfred Trilling    |
| Gaizunor                 | Junpei Takiguchi             | Thomas Rauscher     |
| Marlene                  | Kyoko Hikami                 | Maren Rainer        |